# Julius Perstaller
Julius Perstaller (Innsbruck, 8 aprile 1989) è un calciatore austriaco, attaccante dell'Haiming/Ötztal.